# Clairvillia pninae
Clairvillia pninae är en tvåvingeart som beskrevs av Kugler 1971. Clairvillia pninae ingår i släktet Clairvillia och familjen parasitflugor. Inga underarter finns listade i Catalogue of Life.